# Тимощенко, Павел Юрьевич
Павел Юрьевич Тимощенко (укр. Павло Юрійович Тимощенко; род. 13 октября 1986, Киев) — украинский пятиборец, участник трёх летних Олимпиад: 2008, 2012, 2016. Чемпион мира 2015 года по современному пятиборью, серебряный призёр Олимпийских игр 2016 года.

## Достижения
2018
- Победитель зимнего Чемпионата Украины
- Бронзовый призёр чемпионата мира в Мехико

### 2016
- Серебряный призёр Олимпийских игр в Рио-де-Жанейро

### 2015
- Чемпион мира в личном зачете (Берлин, Германия)
- Серебряный призёр Финала Кубка мира (Минск, Республика Беларусь)
- Победитель этапа Кубка мира (Рим, Италия)
- Победитель зимнего Чемпионата Украины

### 2014
- Бронзовый призёр Чемпионата Европы (Секешфехервар, Венгрия)
- Серебряный призёр Финала кубка мира (Сарасота, США)
- Бронзовый призёр Чемпионата Украины

### 2013
- Победитель Этапа Кубка мира (Чэнду, Китай)
- Победитель зимнего Чемпионата Украины
- Бронзовый призёр чемпионата мира в смешанной эстафете (Каошунг, Тайвань)
- Чемпион Европы в смешанной эстафете (Држонков, Польша)

### 2012
- Чемпион Украины
- Серебряный призёр этапа Кубка мира (Шарлотта, США)
- Участник Летних Олимпийских игр 2012 в г. Лондон (23 место)

### 2011
- Победитель Этапа Кубка мира (Палм-Спрингз, США)
- Серебряный призёр этапа Кубка мира (Шалоламбата, Венгрия)
- Победитель зимнего Чемпионата Украины
- Бронзовый призёр чемпионата мира в эстафете (Москва, Россия)

### 2010
- Победитель зимнего Чемпионата Украины
- Серебряный призёр чемпионата мира в смешанной эстафете (Чэнду, Китай)

### 2009
- Серебряный призёр Финала Кубка мира (Рио-де-Жанейро, Бразилия)

### 2008
- Серебряный призёр этапа Кубка мира (Кладно, Чехия)
- Серебряный призёр чемпионата мира в командном зачете (Будапешт, Венгрия)
- Серебряный призёр зимнего Чемпионата Украины
- Участник Летних Олимпийских игр 2008 в г. Пекин (7 место)

## Награды
- Орден «За заслуги» III степени (4 октября 2016) — за достижение высоких спортивных результатов на ХХХІ летних Олимпийских играх в Бразилии, проявленные самоотверженность и волю к победе[1]